# TOKYO発 きょうの日本
TOKYO発 きょうの日本（とうきょうはつ きょうのにっぽん）は、かつてNHKの国際放送NHKワールド・ラジオ日本が制作していた日本語のニュース・情報番組である。放送時間は日本時間平日の18:00 - 18:40。

## 2004 - 05年度
それまで日本語放送の平日1時間枠が、前半の「ニュース」「けさの新聞朝刊から」（11時・13時台）「ふるさとニュース」（16時台以降）と、後半の「TOKYO通信」に番組が分かれていたのを、2004年4月からこのタイトルのもとに一番組とした（その際「けさの新聞朝刊から」はなくなった）。
番組は以下の時刻・タイムテーブルと内容で放送されていた。

### 放送時間
日本標準時（JST）11:00、13:00、16:00、18:00、1:00、3:00からの各1時間。

### タイムテーブル（18時台を除く）
- 【番組開始から20分間】その時間の最新のニュース
- 【番組開始20分~30分】「ふるさとニュース」（列島リレーニュースのダイジェスト版）
- 【番組開始30分~終了まで】インタビュー・曜日別コーナー・特集企画・解説（前身の「TOKYO通信」とほぼ同じ内容）

### 「後半」枠
- （JST18時台を除く）後半30分の枠を担当する常設のキャスターとして、田中奈緒子・藤本ケイが週替わりで出演した（田中は「TOKYO通信」から引き続き、藤本は新番組から担当）。
- 「後半」では、国内外の時事問題に関する識者へのインタビューコーナーのほか、曜日別に次のレギュラーコーナーを設けていた。
  - 最近のニュースの深層を伝える「クローズアップ」「日本ルポルタージュ」
  - 各地の話題の人に電話でインタビューする「電話でこんにちは」
  - 各地の話題を伝える「ふるさと便り」（木曜日）
  - スポーツライター・小林信也とともにスポーツの話題をとりあげる「スポーツコーナー」（金曜日）
- また「にっぽん環境紀行」などいくつかの年間シリーズ企画があり、それぞれ月1回のペースで放送された。
- 「解説」はNHKの解説委員による独自のものや、テレビ番組「視点・論点」をラジオ向けに手直し（縮約）したものが放送された。
- 「後半」の中ほどと終わり近くには、日本人歌手の歌やインストゥルメンタルの曲が1曲ずつかけられた。

なおニュースを除く各コーナーは、JST11時台に更新ののち同じ内容が再放送された。

### 18時台の放送
一方2003年度まで前半30分を「ラジオ日本 きょうのニュース」として放送していたJST18時台だけは、タイムテーブルが大きく異なっていた。内容は他の時間帯と似かよっているものの、各コーナーの放送時刻や順番は一概には決まっておらず、ひとつの番組としてより融合した構成になっていた。
「ラジオ日本今日のニュース」は1992年度頃-2003年度まで放送されており、当初は19時-20時に1時間のワイド番組で放送され、その日1日の主要全国ニュースを前半の約30-40分近くで詳しく伝えていた。その後ラジオ第1の国内同時放送の強化のため、1998年度頃から18時からの30分番組に縮小され、2003年から当番組に統合された。
大まかな流れの一例は、
- ニュース（25分程度）
- 「解説」
- 「海外安全情報」（通常の5分番組の短縮版）
- 他の時間帯の「後半」コーナー（その1）
- 短いニュース
- 「後半」コーナー（その2）
- 「世界の天気」

となっていた。「ふるさとニュース」は番組後半（だいたい18:45ごろ）に「ふるさとトピックス」として2つ程度選んで放送されていた。
また18時台の放送は、インターネットですべて聴くことができた。NHKワールドの放送をネット配信しているRJ ONLINEでは、他の時間帯の「ニュース」と「ふるさとニュース」はネット配信の対象だったが、後半は対象外だった。しかし18時台は一番組としてのまとまりが強く、1時間ライブストリーミングされていたため、後半のコーナーもインターネットで聴くことができた。

## 2006年度以降
2006年4月の番組改編で、番組は平日JST18:00～18:40の1回のみとなった。内容もニュースと「解説」「世界の天気」のコーナーで構成されている。また「ふるさとニュース」は番組から切り離され、18:40から別枠で放送されている。
あとの時間帯では、前半30分の「ニュース」「ふるさとニュース」はそれぞれ独立した番組となる一方、国際放送独自のコンテンツを放送していた「後半」枠はなくなった（従って18時からの番組内での放送もなくなった）。
後半30分のうち、20～25分はNHKラジオ第1放送の以下の番組の同時または時差放送が行われていた。
- JST11時台 「こんにちは!80ちゃんです」の同時放送（ただし高校野球全国大会期間中、および国会中継が放送される場合、土曜日は過去の放送からの再放送　月～木曜日はFM放送と同時放送で「弾き語りフォーユー」を放送　金曜日は不明）
- JST13時･16時台 「ラジオほっとタイム」の同時放送（ただし高校野球全国大会、大相撲中継期間中、および国会中継が放送される場合、16時台は「こんにちは!80ちゃんです」の時差放送となる）
- JST1時･3時台 「ひるの散歩道」の時差放送（土曜日昼の放送分は除く）

なお残りの5～10分は「海外安全情報」に充てられている。

## 番組の終了と現状[いつ?]
2007年10月に独自制作枠が独自のニュース、海外安全情報、周波数案内、および年数回程度の特別番組のみとなって大幅に縮小され、2008年度からは放送時間の9割がNHKラジオ第1放送の同時放送枠となったため番組自体終了となった。
現在の18時台は平日では18:00 - 18:20に国際放送独自のニュース、18:20 - 18:30に海外安全情報、18:30 - 18:50に「先読み!夕方ニュース」の同時放送（NHKプロ野球のある日と高校野球全国大会の中継が続いているときはFM放送「弾き語りフォーユー」の時差放送）、平日と重なる祝日の場合は土日と同様18:00 - 18:50はすべてラジオ第1放送の同時放送枠となっている。
また毎週土曜・日曜は16時台の放送の冒頭にもやはり国際放送独自のニュースを入れている。
このように平日18時台と土曜・日曜の16時台に国際放送独自編成があるのは、この番組の名残でもある。